# Couhé
Couhé is een plaats en voormalige gemeente in het Franse departement Vienne in de regio Nouvelle-Aquitaine en telt 1783 inwoners (1999). De plaats maakt deel uit van het arrondissement Montmorillon. Couhé is op 1 januari 2019 gefuseerd met de gemeenten Ceaux-en-Couhé, Châtillon, Payré en Vaux tot de gemeente Valence-en-Poitou. 

## Geografie
De oppervlakte van Couhé bedraagt 9,1 km², de bevolkingsdichtheid is 195,9 inwoners per km².
De onderstaande kaart toont de ligging van Couhé met de belangrijkste infrastructuur en aangrenzende gemeenten.

## Demografie
Onderstaande figuur toont het verloop van het inwonertal (bron: INSEE-tellingen).